# Parlamentswahl in Bangladesch 2014
Die Parlamentswahl in Bangladesch 2014 war die Wahl zum 10. Parlament von Bangladesch und fand am 5. Januar 2014 statt. Bei der Wahl erlangte die regierende Awami-Liga 78 % der Sitze und damit die Zweidrittelmehrheit im Parlament. Die Jatiya Party kam auf knapp 12 % der Parlamentssitze. Die übrigen 10 % verteilen sich auf fünf kleinere Parteien und unabhängige Kandidaten. Die Wahl wurde durch die größte Oppositionspartei, die Bangladesh Nationalist Party (BNP) und die mit ihr verbündeten Parteien boykottiert. Die Wahlbeteiligung wurde auf 20 bis maximal 40 % geschätzt. Genaue Zahlen wurden durch die bangladeschische Wahlkommission bisher (Stand 02/2016) nicht veröffentlicht.

## Hintergrund und Vorgeschichte

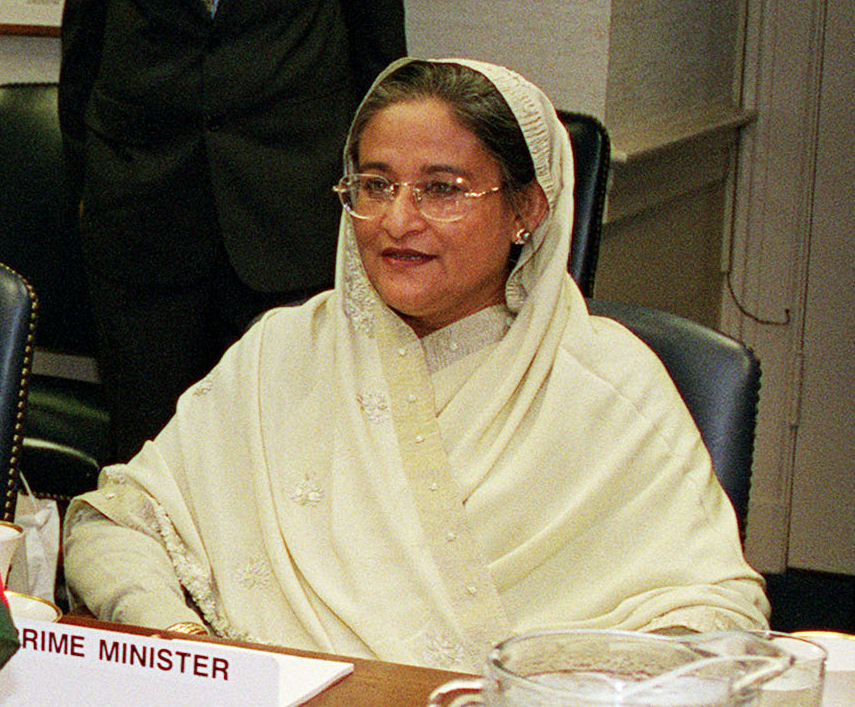
Premierministerin Scheich Hasina Wajed (Awami-Liga)

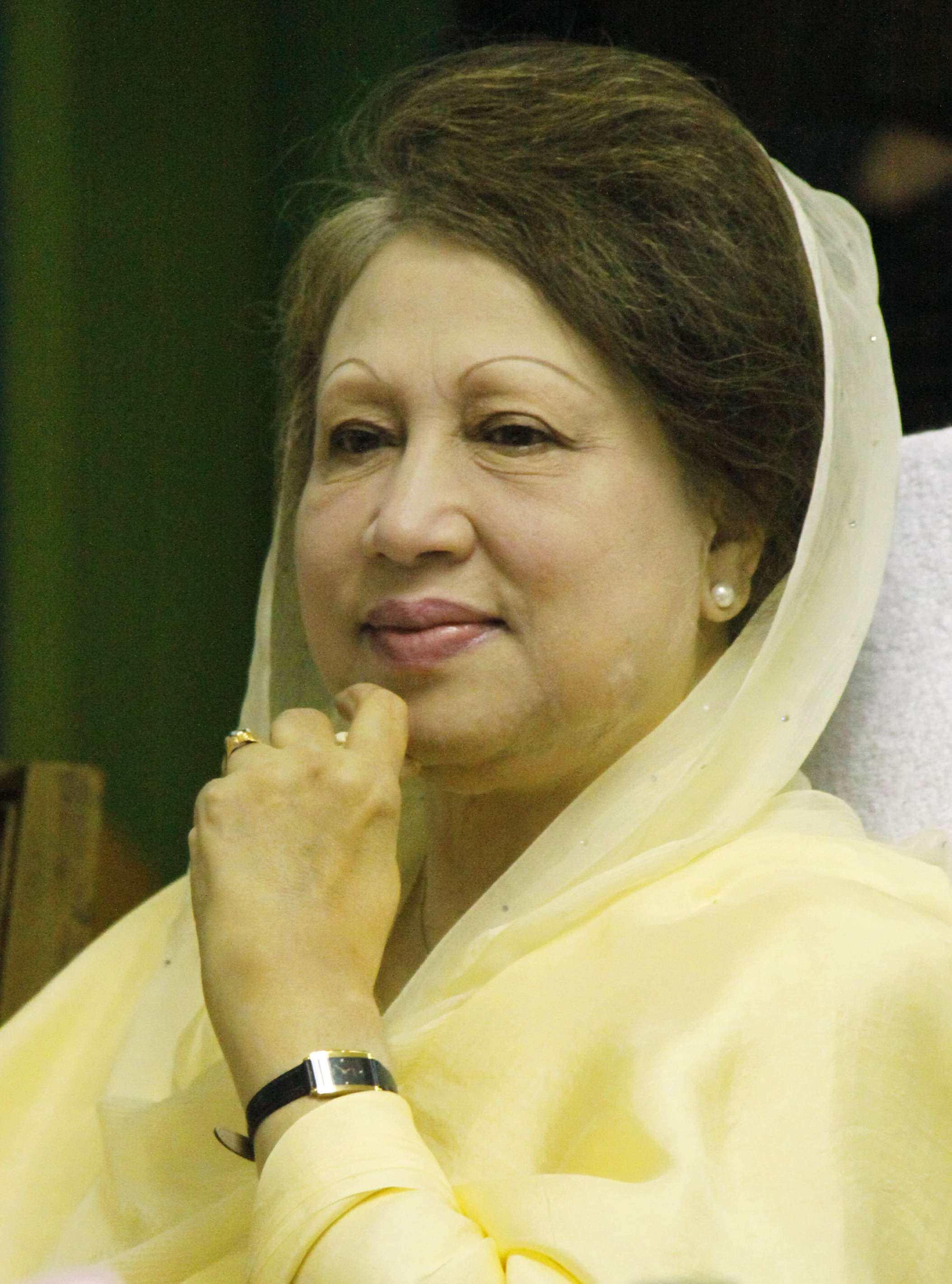
Khaled Zia, Parteiführerin der oppositionellen Bangladesh Nationalist Party

Im Jahr 1996 war eine Regelung in die bangladeschische Verfassung aufgenommen worden, nach der eine Regierung drei Monate vor einem Wahltermin die Regierungsgeschäfte an eine „Treuhänder-Regierung“ (caretaker government) übergeben musste. Diese Regelung sollte dazu dienen, Wahlmanipulationen durch die amtierende Regierung zu verhindern. Dieser Verfassungszusatz wurde jedoch seit seiner Einführung mehrfach vor Gericht angefochten. Der Hauptkritikpunkt war, dass hier eine Regierung eingesetzt werden sollte, die nicht durch ein Wählervotum legitimiert war. 2011 entschied das Oberste Gericht von Bangladesch, dass die Bestimmung tatsächlich verfassungswidrig sei, erlaubte jedoch gleichzeitig, die Regelung noch bei den nächsten beiden Wahlen beizubehalten. Letzteres war auch eine Konzession an die öffentliche Meinung in Bangladesch, in der die Regelung populär war. Die seit 2008 im Amt befindliche Regierung der Awami-Liga unter Scheich Hasina, die über eine Zweidrittelmehrheit im Parlament verfügte, setzte jedoch im Juni 2011 mit dem 15. Verfassungszusatz (15th amendment) die genannte Regelung unter Berufung auf das Gerichtsurteil außer Kraft. Das Hauptargument hierfür war der Umstand, dass die vor den letzten Wahlen 2006 eingesetzte Übergangsregierung damals den Ausnahmezustand ausgerufen hatte und dann statt der vorgesehenen 3 Monate ganze 2 Jahre im Amt geblieben war. Die Parlamentswahl 2008 fand erst zwei Jahre später als vorgesehen statt.
Die Aufhebung der „Treuhänder-Regelung“ stieß auf heftige Proteste der Opposition. Am 18. Oktober 2013, drei Monate vor dem anvisierten Wahltermin schlug die Premierministerin Hasina die Bildung einer Allparteienregierung unter ihrer Leitung vor. Dies wurde von den Oppositionsparteien abgelehnt.
Die Proteste gegen die Regierung intensivierten sich, nachdem Oppositionspolitiker von dem von der Regierung eingesetzten Internationalen Kriegsverbrecher-Tribunal (International Crimes Tribunal of Bangladesh) aufgrund ihrer Beteiligung an Kriegsverbrechen in Zusammenhang mit dem Unabhängigkeitskrieg 1971 zum Tode verurteilt und zum Teil im November/Dezember 2013 hingerichtet worden waren. Dies betraf vor allem Politiker der islamistischen Jamaat-e-Islami. Ihr Führer Abdul Quader Molla wurde am 12. Dezember 2013 in Dhaka gehängt, nachdem die zunächst gegen ihn verhängte lebenslange Freiheitsstrafe in ein Todesurteil umgewandelt worden war. Auch der langjährige Parlamentarier der Bangladesh Nationalist Party (BNP) und mehrfache Minister Salahuddin Quader Chowdhury wurde auf gleiche Weise nach einem Gerichtsverfahren, in dem nach Ansicht westlicher Beobachter elementare rechtsstaatliche Grundsätze nicht eingehalten wurden, am 22. November 2015 hingerichtet. Die Opposition bezeichnete die Prozesse und die Hinrichtungen als politisch motiviert.
Die führende Oppositionspartei BNP unter Khaleda Zia rief zum Wahlboykott auf, mit der Begründung, dass die Freiheit der Wahl nicht gewährleistet sei und die Ergebnisse mutmaßlich gefälscht würden. Khaled Zia wurde daraufhin auf Veranlassung der Regierung ab dem 25. Dezember 2013 für zwei Wochen unter Hausarrest gestellt. Hussain Muhammad Ershad, Führer der Jatiya Party, der drittgrößten Partei Bangladeschs, vollführte mehrere Kehrtwenden. Im Oktober 2013 rief er zum Wahlboykott auf, erklärte sich dann im November bereit, in einer Allparteienregierung mitzuwirken, um dann im Dezember 2013 erneut den Wahlboykott zu propagieren. Letztlich nahm die Jatiya Party dann aber unter der Führung seiner Frau Rowshan Ershad an der Wahl teil; auch Hussain Muhammad Ershad verteidigte seinen Sitz.

## Wahlsystem
Das Parlament Bangladeschs zählt 350 Abgeordnete. 300 Abgeordnete werden nach dem einfachen Mehrheitswahlrecht in ebenso vielen Ein-Personen-Wahlkreisen gewählt. Die letzte Neueinteilung der Wahlkreise entsprechend den geänderten Bevölkerungsverhältnissen erfolgte im Jahr 2008. 50 weitere Abgeordnetensitze sind für Frauen reserviert, die durch die gewählten Abgeordneten entsprechend dem Stimmenanteilen der Parteien gewählt werden. Durch den 15. Verfassungszusatz aus dem Jahr 2011 war die Zahl der indirekt gewählten Frauen von 45 auf 50 erhöht worden.

## Wahl und Wahlergebnis
Der Wahlkampf in den Wochen vor den Wahlen war von anhaltenden Gewalttätigkeiten zwischen Anhängern der Awami-Liga und denen der BNP gekennzeichnet. Dabei kamen mehr als 100 Menschen zu Tode und es kam zu zahlreichen Sachbeschädigungen, beispielsweise von öffentlichen Verkehrsmitteln, mit hohem wirtschaftlichen Schaden. Internationale Organisationen verzichteten auf die Entsendung von Wahlbeobachtern, weil der Ausgang der Wahl durch den Wahlboykott der Opposition klar schien. Am Wahltag kam es zu schweren Ausschreitungen. Über 20 Menschen wurden getötet, mehr als 130 Wahllokale in Brand gesetzt.
Gewählt wurde nur in 147 der 300 Wahlkreise. In 153 (51 %) der 300 Wahlkreise gab es keine Gegenkandidaten. Hier wurden die Kandidaten der Awami-Liga mit ihren verbündeten Parteien einfach ohne Wahl bestätigt. Diese 153 Wahlkreise gingen an die folgenden Parteien: 125 Awami-Liga, 20 Jatiya Party (Ershad), 3 Jatiya Samajtantrik Dal, 2 Bangladesh Workers‘ Party, 1 Jatiya Party (Manju), 2 Unabhängige (?). Hinsichtlich der 147 Wahlkreise, in denen eine Wahl stattfand, wurden zunächst die Ergebnisse von 139 Wahlkreisen bekanntgegeben (105 Awami-Liga, 13 Jatiya Party, 4 Workers Party, 2 JaSaD, 1 Tariqat Federation, 1 Bangladesh Nationalist Front, 13 Unabhängige), bei den 8 Wahlkreisen Dinajpur-4, Kurigram-4, Bogra-7, Gaibandha-1, 3, 4, Jessore-5 und Lakshmipur-1 wurde eine erneute Wahl angeordnet. Am 16. Januar 2014 erfolgte die Nachwahl in 7 Wahlkreisen. Im Wahlkreis Bogra-7 war der Jatiya Party-Kandidat erfolgreich, in Gaibanda-4 und Jessore-5 siegten zwei Unabhängige und im Wahlkreis Lakshmipur-1 der Kandidat der Tariqat Federation. In Gaibanda-1, Gaibanda-3, Dinajpur-4 siegten Kandidaten der Awami-Liga. In einer Nachwahl am 23. Januar 2014 gewann der Jatiya Party-Kandidat den Wahlkreis Kurigram-4.

### Landesweite Ergebnisse
Offizielle Endergebnisse wurden bisher (Stand 02/2016) durch die Wahlkommission von Bangladesch nicht veröffentlicht.
| Partei                                 | Wahlkreise/Parlamentssitze | Wahlkreise/Parlamentssitze | Wahlkreise/Parlamentssitze | Wahlkreise/Parlamentssitze | Wahlkreise/Parlamentssitze |
| Partei                                 | gewählt                    | ohne Gegenkandidat         | Sitze gesamt               | %                          | Sitze +/-                  |
| -------------------------------------- | -------------------------- | -------------------------- | -------------------------- | -------------------------- | -------------------------- |
| Awami-Liga                             | 108                        | 125                        | 233                        | 77,67                      | +3                         |
| Jatiya Party (Ershad)                  | 15                         | 20                         | 35                         | 11,67                      | +8                         |
| Workers Party                          | 4                          | 2                          | 6                          | 2,00                       | +4                         |
| Jatiya Samajtantrik Dal                | 2                          | 3                          | 5                          | 1,67                       | +2                         |
| Jatiya Party (Manju)                   | 0                          | 1                          | 1                          | 0,33                       | +1                         |
| Bangladesh Tariqat Federation          | 2                          | 0                          | 2                          | 0,67                       | +2                         |
| Bangladesh Nationalist Front           | 1                          | 0                          | 1                          | 0,33                       | +1                         |
| Unabhängige                            | 15                         | 2                          | 17                         | 5,67                       | +11                        |
| Gesamt                                 | 147                        | 153                        | 300                        | 100,0                      | –                          |
| Quelle: Parliament of Bangladesh, IFES |                            |                            |                            |                            |                            |

Die Sitzungsperiode des neu gewählten Parlaments begann am 20. Januar 2014.

### Wahlkreiskarten

Wahlergebnisse in den Wahlkreisen. In den Wahlkreisen, die in helleren Farben dargestellt sind, fand keine Wahl statt, da nur ein Kandidat antrat. Diese Kandidaten galten automatisch als gewählt.
Wahl zwischen mehreren Kandidaten Nur ein Kandidat, keine Wahl

## Indirekte Wahl von 50 weiblichen Abgeordneten

Zusammensetzung des bangladeschischen Parlaments nach der zusätzlichen indirekten Wahl von 50 weiblichen Abgeordneten:
Workers Party: 7 Sitze
JSD: 6 Sitze
Awami-Liga: 272 Sitze
Andere 21 Sitze, darunter:
Unabhängige: 17 Sitze,
Jatiya Party (Manju): 1 Sitz,
Bangladesh Tariqat Federation: 2 Sitze,
Bangladesh Nationalist Front: 1 Sitz
Jatiya Party (Ershad): 41 Sitze

Am 3. März 2014 wurden die 50 weiblichen Abgeordneten gewählt, die durch die Parteien entsprechend ihrer anteiligen Vertretung im Parlament nominiert worden waren. Die 50 Abgeordnetensitze verteilten sich wie folgt: Awami-Liga 39, Jatiya Party 6, Workers Party 1, JSD 1, Unabhängige 3.

## Reaktionen auf den Wahlausgang und weitere Entwicklung
Angesichts der gewalttätigen Ausschreitungen vor der Wahl und am Wahltag sowie des Wahlboykotts nahezu der gesamten Opposition reagierte das westliche Ausland überwiegend mit Besorgnis und Enttäuschung. In einer Stellungnahme erklärte das US-amerikanische Außenministerium, dass die Wahlen nicht glaubhaft den Willen der Bevölkerung widerspiegeln würden („not appear to credibly express the will of the people“) und forderte Neuwahlen so bald wie möglich. Ähnlich äußerten sich Vertreter der Europäischen Union und Japans. Indien reagierte moderater. Die jetzige Wahl sei eine verfassungsrechtliche Notwendigkeit gewesen und die Premierministerin Hasina habe Anstrengungen unternommen, der Opposition entgegenzukommen, jedoch habe diese alle Kompromisse abgelehnt. In dieser Äußerung spiegelte sich das traditionell engere Verhältnis Indiens zur Awami-Liga als zur oppositionellen BNP wider. Auch Russland nahm einen ähnlichen Standpunkt ein.
Unmittelbar nach der Wahl erklärte die wiedergewählte Hasina Wajed, dass jederzeit Neuwahlen stattfinden könnten, sofern es einen angemessenen Dialog mit der Opposition gebe. Ein solcher Dialog fand dann aber nicht statt. Eine wesentliche Rolle spielte dabei die langjährige persönliche Animosität zwischen Hasina Wajed und Khaleda Zia, die einen konstruktiven Austausch bisher unmöglich machte. Die Opposition unter Führung der BNP beharrte in der Folgezeit auf baldigen Neuwahlen, während die Regierung darauf bestand, bis zum Ende der Legislaturperiode durchregieren zu wollen. Um ihrer Forderung nach Neuwahlen Nachdruck zu verleihen, rief Oppositionsführerin Zia am 5. Januar 2015 zu einem Boykott aller Straßen-, Eisenbahn- und Schifffahrtslinien auf. Von Januar bis März 2015 kamen bei den entsprechenden Unruhen mehr als 100 Menschen ums Leben und es kam zu schweren Sachbeschädigungen. Die Regierung bezeichnete die Aktionen der Opposition als „Terrorismus“. Die politische Dauerkrise hält bis heute (Stand 02/2016) weiter an.